# Племпье-Живоден
Племпье́-Живоде́н (фр. Plaimpied-Givaudins) — коммуна во Франции, находится в регионе Центр. Департамент — Шер. Входит в состав кантона Леве. Округ коммуны — Бурж.
Код INSEE коммуны — 18180.

## География
Коммуна расположена приблизительно в 210 км к югу от Парижа, в 110 км южнее Орлеана, в 11 км к юго-востоку от Буржа.
По территории коммуны проходит канал Берри.

## Население
Население коммуны на 2008 год составляло 1684 человека.
| 1962 | 1968 | 1975 | 1982 | 1990 | 1999 | 2008 |
| ---- | ---- | ---- | ---- | ---- | ---- | ---- |
| 673  | 693  | 853  | 1100 | 1388 | 1643 | 1684 |

## Администрация
| Период | Период | Фамилия       | Партия                  | Примечания |
| ------ | ------ | ------------- | ----------------------- | ---------- |
| 2001   | 2010   | Мишель Дюкан  | Социалистическая партия |            |
| 2010   | 2014   | Патрик Барнье | Разные правые           |            |

## Экономика
В 2007 году среди 1148 человек в трудоспособном возрасте (15-64 лет) 862 были экономически активными, 286 — неактивными (показатель активности — 75,1 %, в 1999 году было 73,8 %). Из 862 активных работали 831 человек (422 мужчины и 409 женщин), безработных было 31 (10 мужчин и 21 женщина). Среди 286 неактивных 96 человек были учениками или студентами, 127 — пенсионерами, 63 были неактивными по другим причинам.

## Достопримечательности
- Церковь Сен-Мартен[фр.] (XI век), бывший монастырь. Исторический памятник с 1840 года[3]
- Дом приходского священника. Исторический памятник[4]